# Amamalócotl
El Amamalócotl (del náhuatl mamali "ataladrar" o "perforar") era un taladro de mano similar a un berbiquí el cual era utilizado por diferentes civilizaciones de Mesoamérica. Se utilizaba para la creación de fuego, así como para realizar perforaciones en objetos decorativos como los tecomates o agujeros en esculturas y lápidas. Esta herramienta era parte de los utensilios que los lapidarios utilizaban para hacer ciertas partes de sus obras. Esta herramienta se ha reconocido al menos en los códices Nuttall y Laud. Sólo se conocen códices que describen esta herramienta en la cultura Mixteca, sin embargo la talla de lápidas de piedra y la perforación de tecomates de minerales de roca se encuentran documentados en el Códice Mendoza y especímenes perforados pueden ser vistos en el Museo Nacional de Antropología, México. La metalurgia en Mesoamérica era ampliamente dominada también al menos por los purépechas o tarascos, los Mayas y los Mexicas, por lo que se sospecha que el uso del Amamalócotl también fuera extensivo en estas culturas. 

## Descripción
El Amamalócotl requería de un mango cilíndrico para operarlo adecuadamente, y en el extremo de este se usaba una punta para crear fuego o una broca o un punzón de bronce. Este funciona al hacer girar el mango con ambas manos mientras se ejerce presión hacia la pieza a encender o taladrar. 

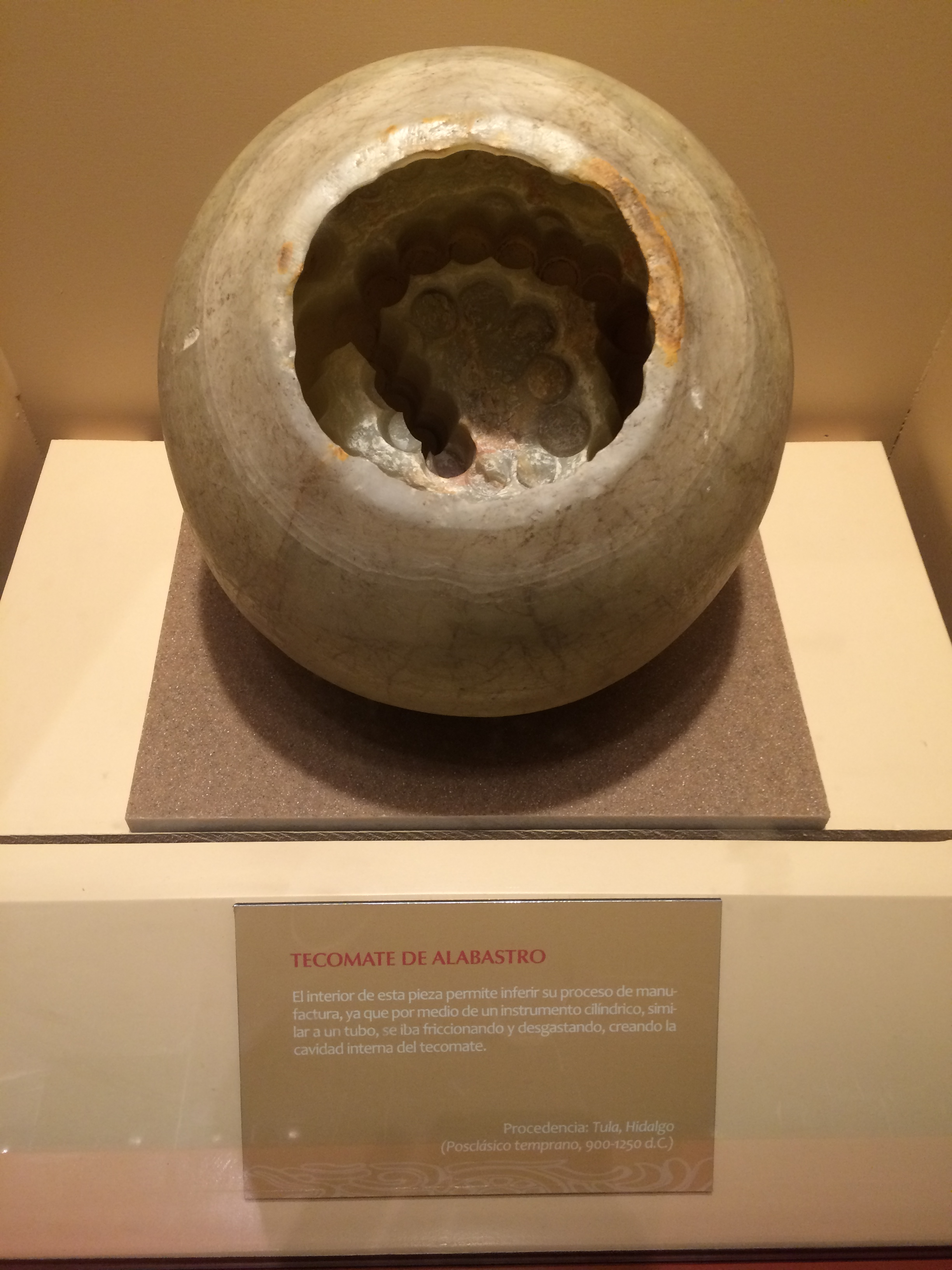
Tecomate sin terminar hecho de  alabastro en el Museo Nacional de Antropología.
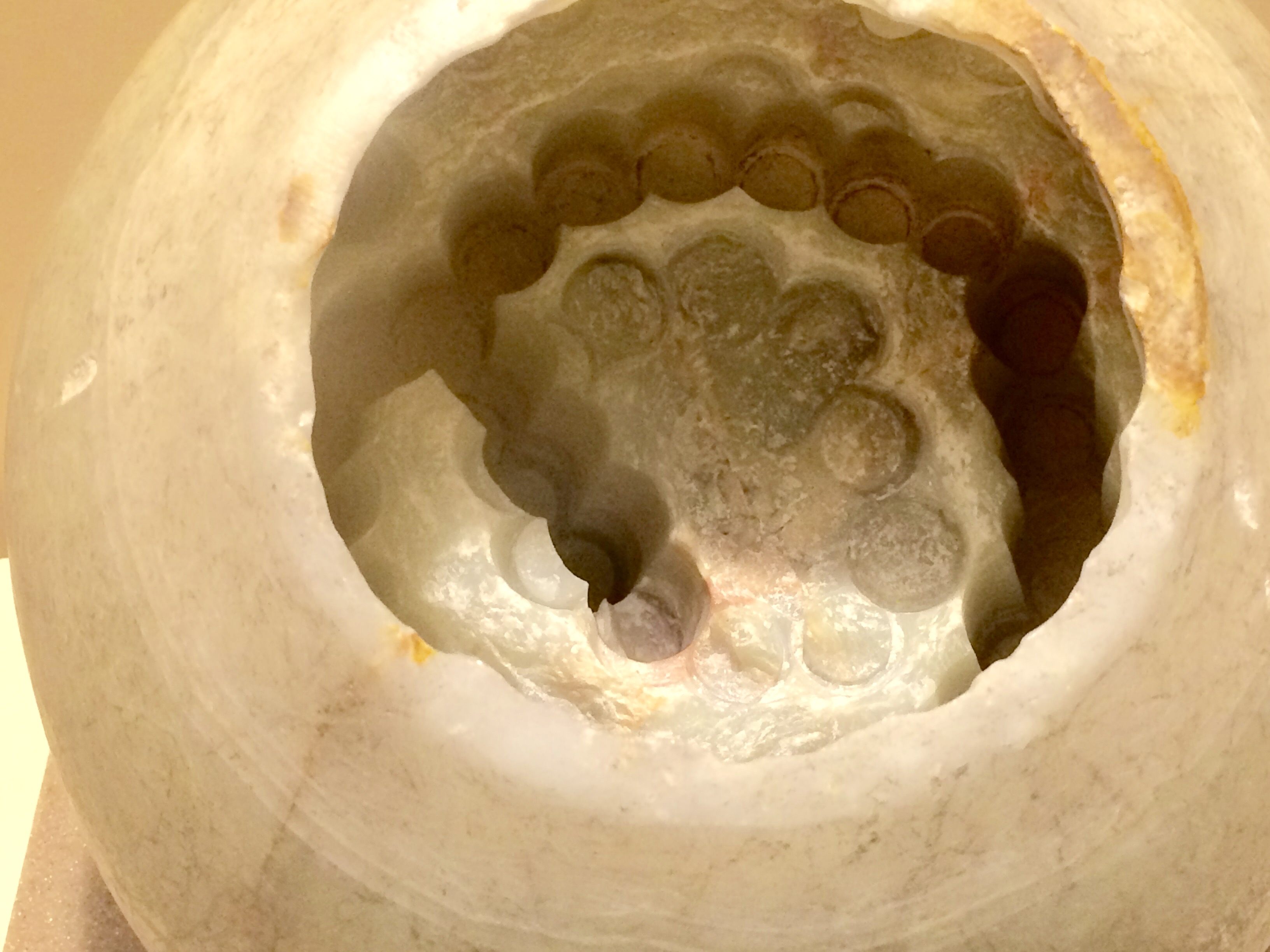
Marcas de taladro dentro de un Tecomate de alabastro

## Galería de imágenes

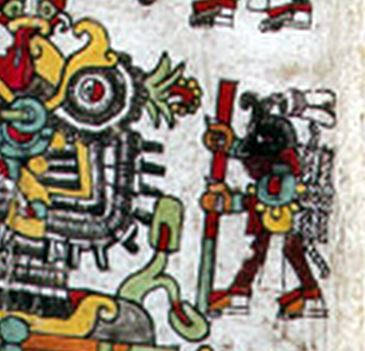
Códice Zouche-Nuttall p.2 Amamalocotl.
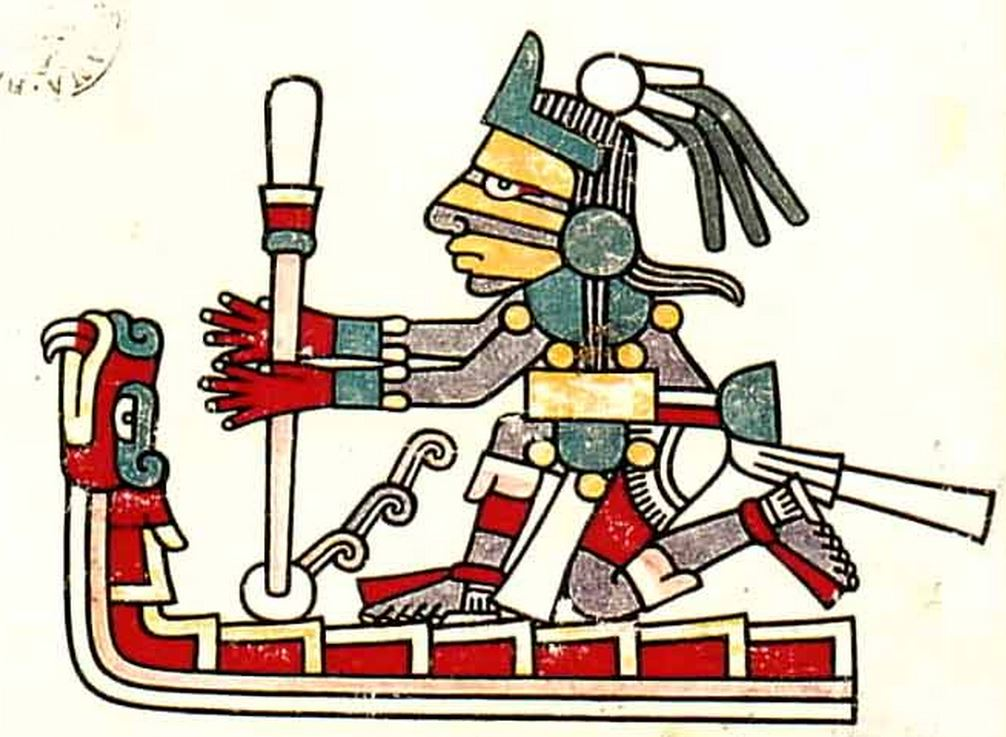
Códice Laud p. 8 detalle Mixteca usando un Amamalócotl para hacer fuego.
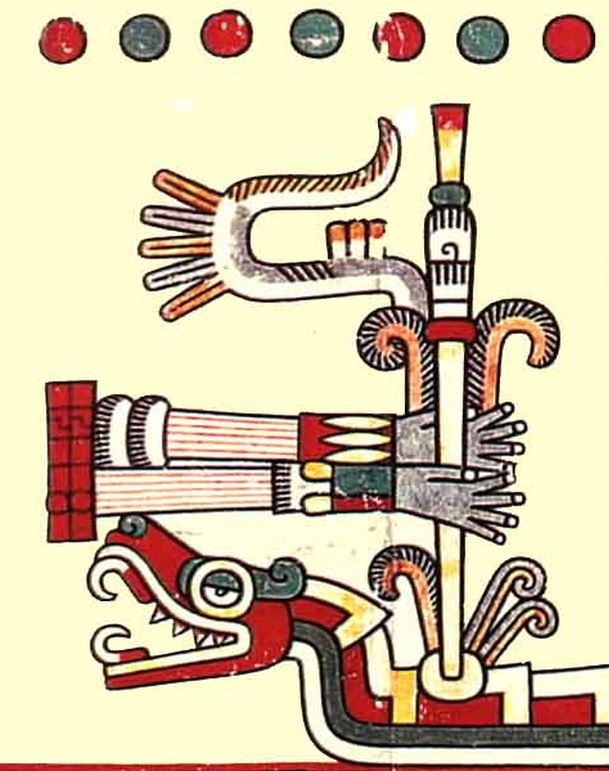
Códice Laud p.41 detalle Uso del Amamalócotl.
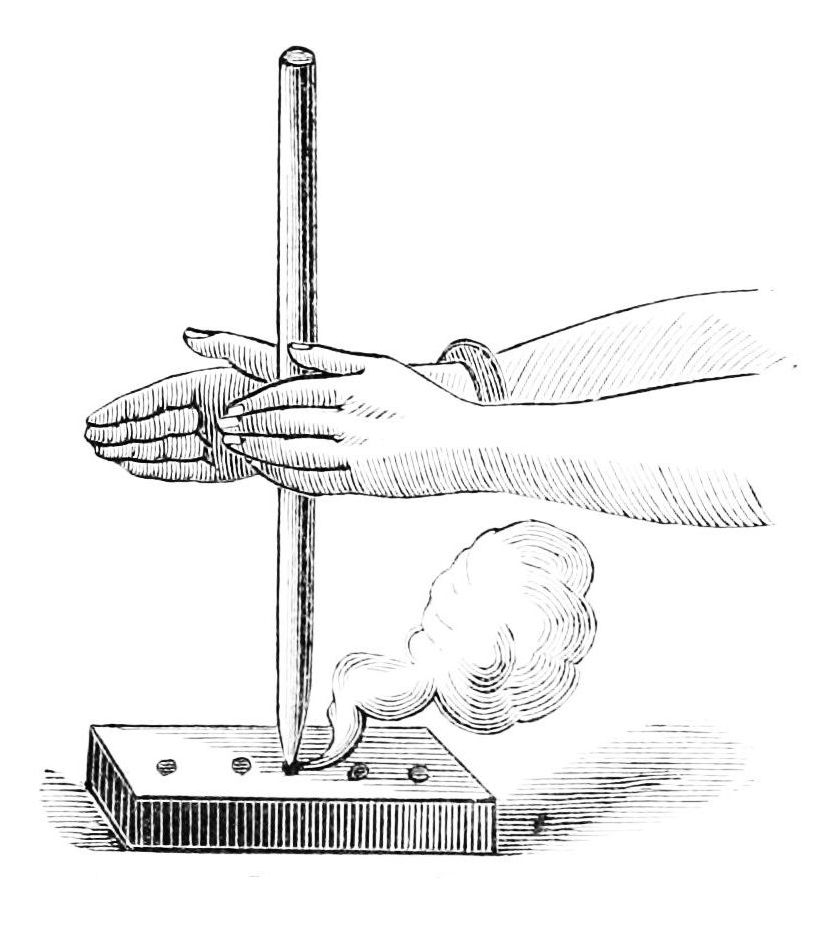
Taladro de mano para hacer fuego.